# Péronne-en-Mélantois
Péronne-en-Mélantois település Franciaországban, Nord megyében. Lakosainak száma 1001 fő (2022. január 1.). Péronne-en-Mélantois Templeuve, Cysoing, Fretin, Louvil és Sainghin-en-Mélantois községekkel határos.

## Népesség
A település népességének változása:
| Lakosok száma | 895  | 903  | 916  | 908  | 913  | 918  | 972  | 1004 | 1001 |
|               | 2013 | 2015 | 2016 | 2017 | 2018 | 2019 | 2020 | 2021 | 2022 |